# Juan Manuel Rodríguez
Juan Manuel Rodríguez (ur. 31 grudnia 1771 w San Salwador, zm. 1847 niedaleko Cojupeteque w Salwadorze) – salwadorski polityk, prezydent Państwa Salwador od 22 kwietnia do 1 października 1824. Obalony przez Mariano Prado.